# Діскаверер-18

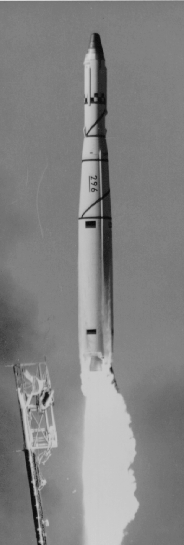
Запуск ракети-носія Тор-Аджена-Бі з Діскаверером-18

«Діскаверер-18» (англ. Discoverer 18 — відкривач), інші назви «Кей Ейч-2 3» (англ. KH-2 3), «Кей Ейч-2 9013» (англ. KH-2 9013), «Корона 9013» (англ. CORONA 9013) — третій американський розвідувальний супутник серії «Кей Ейч — 2» (англ. KH-2, Key Hole — замкова шпарина), що запускались за програмою «Корона». Перший супутник серії «Кей Ейч — 2», що успішно виконав програму.
Космічний апарат мав чорно-білу панорамну фотокамеру з низькою роздільною здатністю і спускну капсулу для повернення відзнятої плівки. Офіційно супутник виконував науково-дослідний політ і мав випробувати технологію відокремлення капсули, проходження її крізь атмосферу, виловлювання в повітрі під час зниження.
Аналіз шести блоків фотографічної емульсії виявив, що нижня межа внутрішнього радіаційного шару спускається до 290 км. Тому було вирішено для майбутніх польотів людини у космос використовувати орбіти з меншим нахилом, оскільки обмеження маси не дозволяло встановити захист від протонів.

## Опис
Апарат у формі циліндра було змонтовано у верхній частині ступеня «Аджена-Бі». Апарат мав панорамну фотокамеру з низькою роздільною здатністю (9 м) і з фокусною відстанню 61 см, телеметричну систему, плівковий магнітофон, приймачі наземних команд, сканер горизонту. Зображення записувались на плівку шириною 70 мм. Живлення забезпечували нікель-кадмієві акумулятори. Орієнтація апарата здійснювалась газовими двигунами на азоті.
Наукове обладнання складалось з: дозиметрів радіації, інфрачервоних радіометрів, детекторів мікрохвиль, набір фотографічної плівки, чутливої до нейтронів, рентгенівського випромінювання і гамма-променів, пластини ядерною фотографічною емульсією.
Супутник мав зовнішні вогні шостої-сьомої зоряної величини для відстеження польоту оптичними приладами з наземних станцій.
У верхній частині апарата розташовувалась капсула «Ес Ер Ві — 508» (англ. SRV-508) діаметром 84 см довжиною 69 см. Капсула мала відсік для відзнятої фотоплівки, парашут, радіомаяк, твердопаливний гальмівний двигун. Капсулу мав упіймати спеціально обладнаний літак під час спуску на парашуті, у випадку невдачі капсула могла недовго плавати на поверхні океану, після чого тонула, щоб уникнути потрапляння секретного вмісту до ворожих рук.

## Політ
7 грудня 1960 року о 20:20:58 UTC ракетою-носієм Тор-Аджена-Бі з бази Ванденберг було запущено «Діскаверер-18».
10 грудня 1960 року після 48 обертів через 3,1 доби після запуску відокремилась капсула «Ес Ер Ві — 508» і успішно була виловлена біля Гавайських островів літаком Сі-119 під час спуску на парашуті.
Додатково у капсулі були: пакети фотографічної плівки, пластини з ядерною фотографічною емульсією, біологічні зразки, моніторингова система масою 18 кг для стеження за деякими параметрами роботи капсули (вмикання гальмівного двигуна, відстрілювання теплозахисного щита тощо).
«Діскаверер-18» зійшов з орбіти і згорів у атмосфері Землі 2 квітня 1961 року.